# Centro Cultural de Televisão de Pequim
O Centro Cultural de Televisão (TVCC) (中央电视台电视文化中心) é um arranha-céu em Pequim, contendo um hotel, um teatro e vários estúdios. O edifício faz parte do conjunto da Televisão Central da China no distrito central de negócios de Pequim, sendo vizinho da famosa sede da CCTV.  
Uma fachada continua cobre toda a lateral esse edifício: a partir do térreo, essa "pele" se estende ara formar o teto angular e inclinado do longo pódio,  e então se torna a fachada vertical da torre, envolvendo o topo do prédio e o outro lado, definindo a forma real do edifício fundamentalmente disforme.

## Planejamento
O Office for Metropolitan Architecture ganhou o licitação da  Beijing International Tendering Co para construir a Sede da CCTV e o Centro Cultural de Televisão que seria seu vizinho em 20 de dezembro de 2002, sendo que este último deveria ser inaugurado em maio de 2009.
Ele acomoda visitantes e convidados e é de livre acesso ao público. No térreo, um saguão oferece acesso ao teatro de 1.500 lugares, um grande salão de festas, cinemas digitais, estúdios de gravação e instalações para exposições. O complexo cultural foi projetado com a colaboração da dUCKS scéno para a consultoria de cenografia e teatro e do DHV para os estudos acústicos.A torre acomoda um hotel cinco estrelas; os hóspedes entram em um local de desembarque exclusivo a leste do edifício e sobem para o quinto andar que abriga o check-in, além de restaurantes, lounges e salas de conferência. Os quartos do hotel ocupam os dois lados da torre, formando um átrio acima da paisagem das instalações públicas.

## Incêndio de 2009

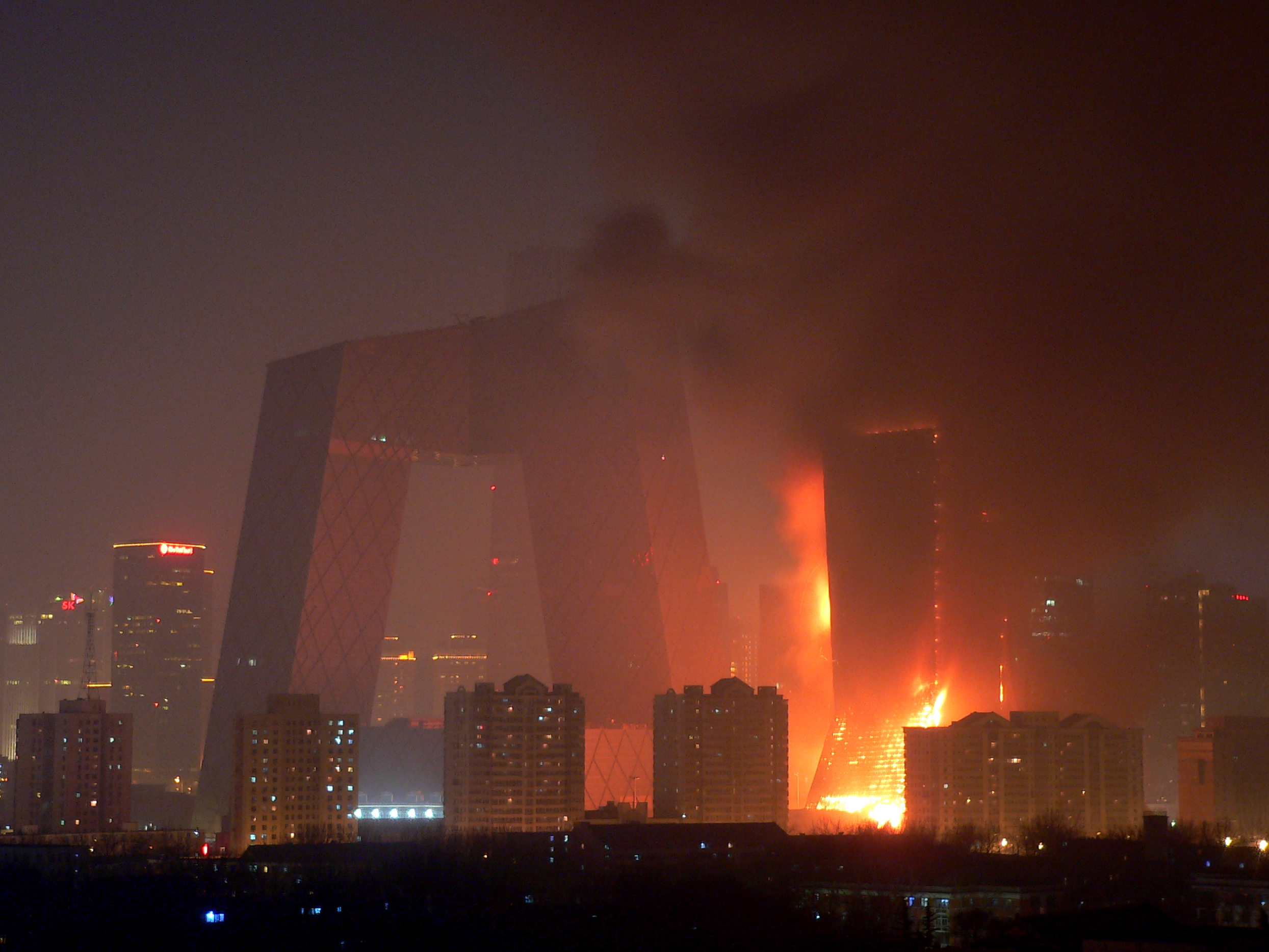
O edifício do TVCC em chamas

Em 2 de fevereiro de 2009, o edifício pegou fogo devido a uma queima de fogos na sede CCTV, vizinha ao TVCC, durante o Festival das Lanternas, celebrando o Ano Novo. O fogo danificou a estrutura do edifício, que estava quase completo, atrasando sua inauguração em um ano.